# Wieniawa (clan)
Wieniawa was een Poolse heraldische clan (ród herbowy) van middeleeuws Polen en later het Pools-Litouwse Gemenebest. Historici wijzen Moravië aan als het herkomstgebied van de clan. Het bracht de volgende beroemde telgen voort:
- Koning Stanislaus Leszczyński
- Koningin van Frankrijk Maria Leszczyńska

De heraldische clan Pomian heeft veel overeenkomsten met Wieniawa.

## Variaties op het wapen van Wieniawa

Wapen van Stanislaus Leszczyński
Wapen van Ryc
Wapen van Janowski (1)
Wapen van Janowski (2)
Wapen van Janowski (3)
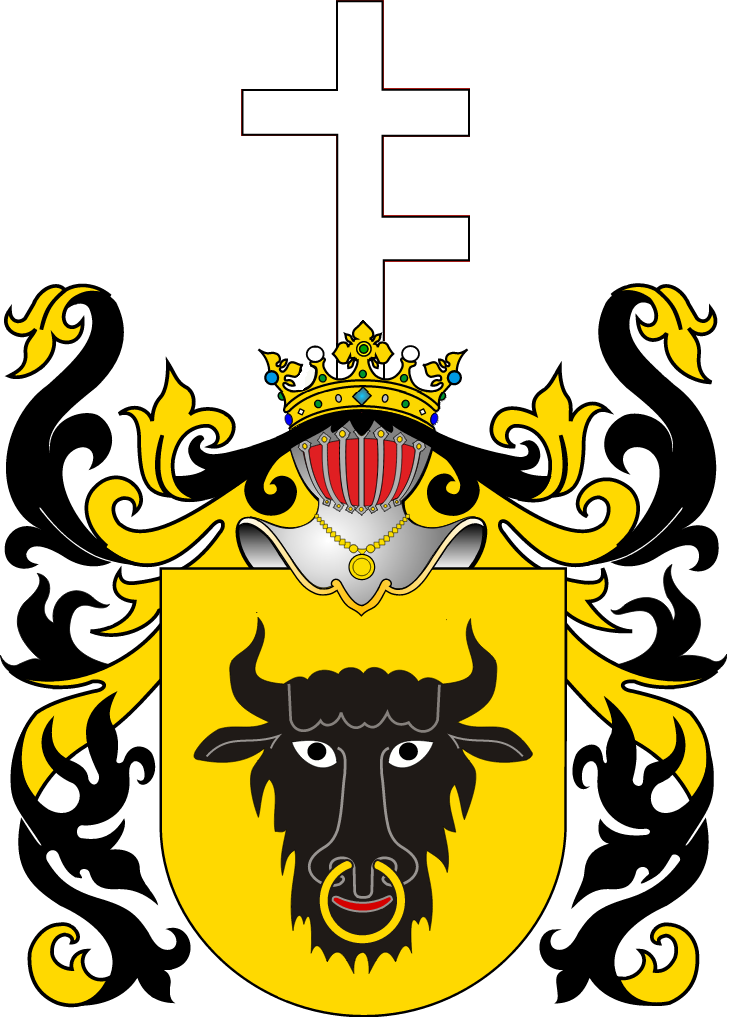
Wapen van Szczepanowski